# Alltagskultur
Mit Alltagskultur werden Gebräuche, Gewohnheiten und Gegenstände des Alltags, die nicht als Kultur im Sinne von Bildender Kunst, Musik und Literatur in der Sinngebung durch eine definierende Elite (Hochkultur) wahrgenommen werden, bezeichnet. Umgangssprachlich ist auch von Massenkultur die Rede.

## Einordnung und Gebrauch
Die Erforschung der Alltagskultur ist ein zentrales Thema in der Volkskunde, Soziologie, Kultur- und Medienwissenschaft.
Der Begriff erfuhr in den 1960er-Jahren im Umkreis semiotischer, strukturalistischer, soziologisch-philosophischer Debatten insbesondere durch Roland Barthes große Aufmerksamkeit. Gegenstände alltagskultureller Untersuchungen sind unter anderem: Kino, Fernsehen, Autos, Fahrradkultur, Esskultur, Mode, Design, Werbung, Sport, Gegenstände des Alltagsgebrauchs und der Arbeitswelt. Solche Themen oder Gegenstände der Alltagskultur wurden von Barthes als Texte gelesen, die eine Oberflächen- und eine Tiefenstruktur aufweisen, d. h. ähnlich wie literarische Texte codierbar und interpretierbar sind.
Eine zeitgenössische Alltagskultur ist die Popkultur. Mit dem Wachsen der Definitionsmacht der Popkultur wurde die Dichotomie „Alltagskultur | Hochkultur“ auch in der öffentlichen Meinung in Frage gestellt.
Die Alltagskultur wird auch in der Genremalerei sowie in Ethnographischen Museen und Gestaltungsmuseen thematisiert.
Im Bereich des Völkerrechts und der internationalen Zusammenarbeit befasst sich das UNESCO-Übereinkommen zur Erhaltung des immateriellen Kulturerbes mit den Themen lebendige Alltagskultur, Wissen und Fertigkeiten der Menschheit.